# Feluka

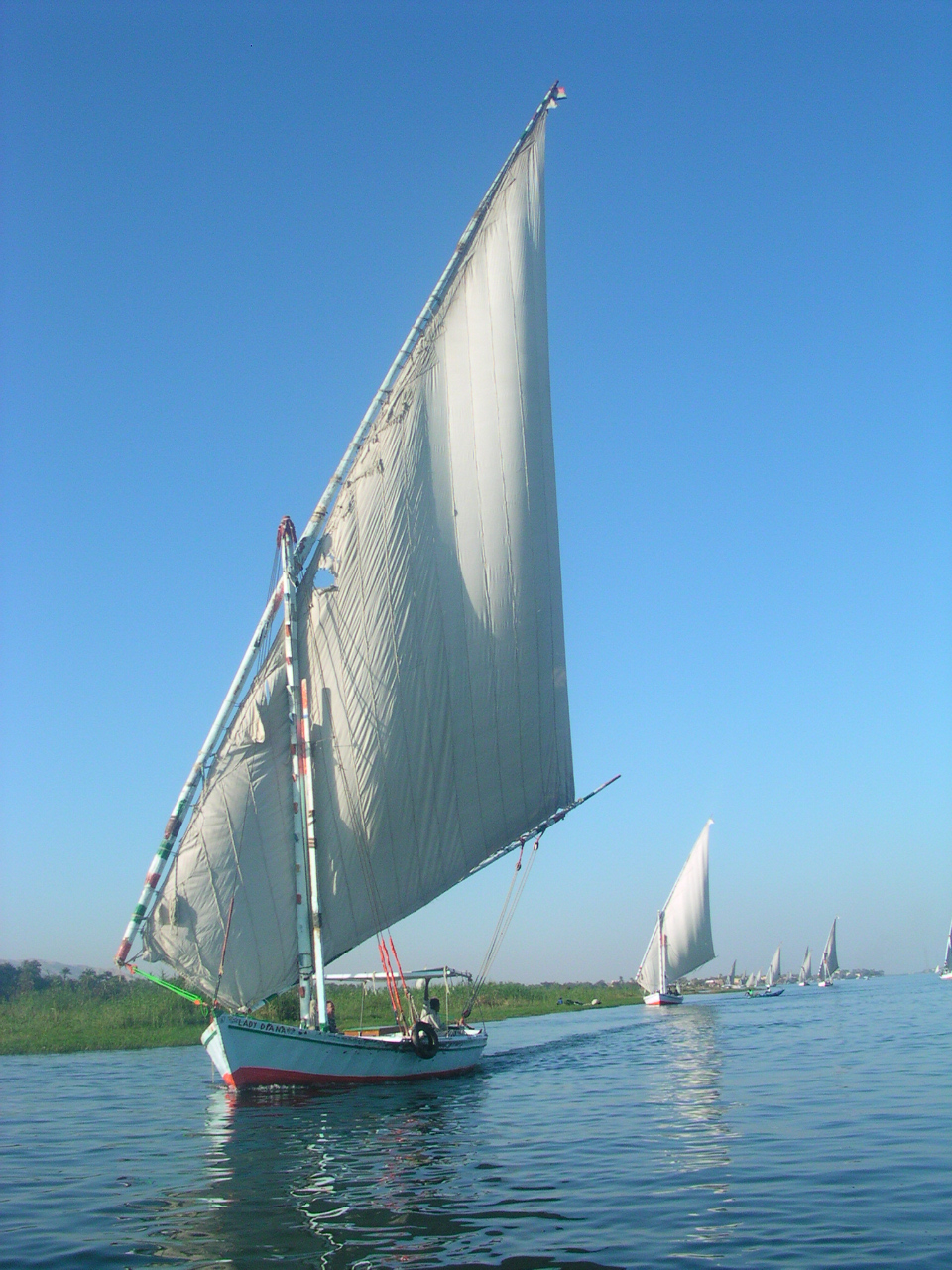
Felúka na Nilu

Felúka (arabsky: فلوكة) je tradiční dřevěná plachetnice, která ke svému pohybu využívá latinskou plachtu. Rozšířená je především v Egyptě na řece Nil, dále pak v Rudém moři, východní části Středozemního moře, na Maltě, v Súdánu a Iráku. Kapacita felúky je obvykle určena pro deset pasažérů a dva až tři členy posádky. Tyto plachetnice jsou populární především na Nilu, kde se navzdory modernějším motorovým člunům a trajektům stále používají, a to především v oblasti kolem Luxoru a Asuánu. Felúky jsou rovněž oblíbené mezi turisty.